# Snooker Shoot Out 2013
Snooker Shoot-Out 2013 − trzecia edycja turnieju Snooker Shoot Out. Odbył się w dniach 25–27 stycznia 2013 roku w Circus Arena w Blackpool. Turniej jest wzorowany na nieistniejących już zawodach Pot Black.
Zwycięzcą został Anglik Martin Gould.

## Nagrody finansowe
Zwycięzca: 32,000£

Finalista: 16,000£

1/2 finału: 8,000£

1/4 finału: 4,000£

Last 16: 2,000£

Last 32: 1,000£

Last 64: 500£
Najwyższy break: £2,000£
Łączna pula nagród: £130,000£

## Wyniki turnieju
Losowanie par pierwszej rundy miało miejsce 6 listopada 2012 roku w Talksport. Turniej nie posiada drabinki, a kojarzenie par w każdej z rund ma miejsce tuż przed jej rozpoczęciem.

### Runda 1
- Steve Davis 42–45  Barry Hawkins
- Mark Williams 73–0  Mike Dunn
- Tom Ford 11–63  Mark Allen
- Stuart Bingham 8–84  Anthony Hamilton
- Joe Perry 17–64  Michael White
- Marcus Campbell 63–1  Matthew Stevens
- Graeme Dott 17–58  Matthew Selt
- Adam Duffy 35–61  Jack Lisowski
- David Gilbert 43–48  Ricky Walden
- Jamie Jones 67–9  Mark King
- Peter Ebdon 6–31  Dominic Dale
- Robert Milkins 43–30  Ali Carter
- Jamie Burnett 10–54  Michael Holt
- Jimmy White 36–69  Thepchaiya Un-Nooh
- Paul Davison 14–50  Ben Woollaston
- Alan McManus 61–13  Fergal O’Brien
- Mark Selby 125–0  Ken Doherty
- Nigel Bond 44–40  Cao Yupeng
- Ding Junhui 1–115  Robbie Williams
- Mark Davis 52–29  Yu Delu
- Liang Wenbo 32–47  Stephen Maguire
- Aditya Mehta 46–51  Mark Joyce
- Tian Pengfei 61–65  Jimmy Robertson
- Peter Lines 96–1  John Higgins
- Kurt Maflin 71–14  Jamie Cope
- Martin Gould 49–45  Rory McLeod
- Shaun Murphy 29–64  Liu Chuang
- Dave Harold 67–0  Rod Lawler
- Gerard Greene 80–42  Alfie Burden
- Andy Hicks 40–52  Andrew Higginson
- Anthony McGill 101–11  Barry Pinches
- Xiao Guodong 0–62  Ryan Day

### Runda 2
- Michael Holt 40–31  Ryan Day
- Anthony Hamilton 8–67  Jimmy Robertson
- Mark Williams 45–37  Jamie Jones
- Jack Lisowski 48–41  Robbie Williams
- Mark Davis 16–57  Kurt Maflin
- Liu Chuang 58–18  Ricky Walden
- Mark Joyce 1–61  Martin Gould
- Mark Allen 65–8  Peter Lines
- Nigel Bond 67–33  Mark Selby
- Barry Hawkins 73–1  Anthony McGill
- Dave Harold 61–36  Gerard Greene
- Alan McManus 41–42  Thepchaiya Un-Nooh
- Marcus Campbell 17–61  Dominic Dale
- Robert Milkins 29–45  Andrew Higginson
- Ben Woollaston 33–82  Michael White
- Stephen Maguire 59–30  Matthew Selt

### Runda 3
- Mark Allen 92–15  Dominic Dale
- Kurt Maflin 71–20  Thepchaiya Un-Nooh
- Jack Lisowski 7–69  Michael Holt
- Andrew Higginson 60–15  Liu Chuang
- Nigel Bond 24–88  Martin Gould
- Jimmy Robertson 8–106  Mark Williams
- Barry Hawkins 43–39  Michael White
- Dave Harold 1–32  Stephen Maguire

### Ćwierćfinały
- Andrew Higginson 28–45  Martin Gould
- Barry Hawkins 38–58  Stephen Maguire
- Mark Allen 62–13  Kurt Maflin
- Mark Williams 28–36  Michael Holt

### Półfinały
- Stephen Maguire 53–60  Mark Allen
- Michael Holt 6–77  Martin Gould

### Finał
| Finalista 1 | Wynik   | Finalista 2  |
| ----------- | ------- | ------------ |
| Mark Allen  | 0 – 104 | Martin Gould |